# Noma Seiji

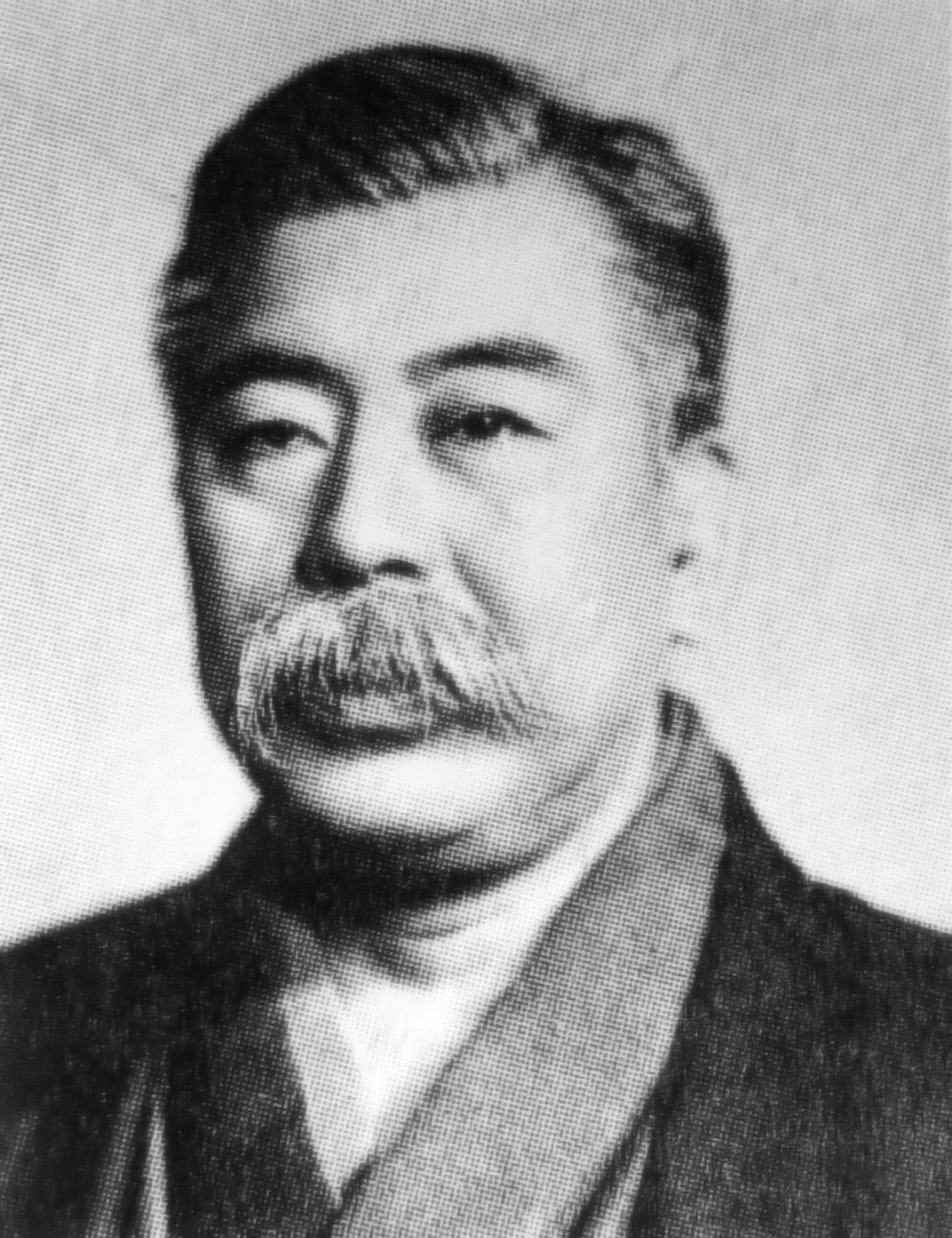
Noma Seiji

Noma Seiji (japanisch 野間 清治; geboren 17. Dezember 1878 in Shinshuku – 新宿村 Shinjuku son, Landkreis Yamada – 山田郡 Yamada gun, Präfektur Gumma; gestorben 16. Oktober 1938) war ein japanischer Verleger und Gründer des Kōdansha-Verlags.

## Leben und Wirken
Noma legte im März 1904 seine Lehramtsprüfung ab und nahm 1905 eine Stelle als Mittelschullehrer auf Okinawa an, wo er bis 1906 blieb. In dieser Zeit lernte er das Okinawa-Karate kennen. 1909, während er an der Universität Tokyo beschäftigt war, unterstützte er die Gründung eines Sprechclubs der Rechtsschule unter dem Namen „Midori Kai Benron Bu“ (緑会弁論部). Er half auch dabei, die Reden zu publizieren, die bei der Eröffnungszeremonie gehalten worden waren. 1910 gab er das Magazin „Yūben“ (雄弁) – „Eloquenz“ heraus.
1911 gründete Noma einen Verlag, den er Kōdansha (講談社), etwa Verlag für „Geschichtenerzählungen“ nannte, und gab das Magazin „Kōdansha Club“ (講談社クラブ) heraus. Es folgten die Magazine
- Shōnen Club (少年クラブ) 1914,
- Omoshiro Club (面白クラブ) 1916,
- Gendai (現代) 1920,
- Fujin Club (婦人クラブ) 1920,
- Shōjo-Club (少女クラブ) 1923,
- Kingu (キング) 1925 und
- Yonen-Club (幼年クラブ) 1926.

Mit der Publikation von Kingu, dem ersten Magazin in Japan, das eine Auflage von 1 Million erreichte, änderte er den Verlagsnamen in „Dai Nippon Yūben-kai Kōdansha“ (ab 1958 wieder einfach „Kōdansha“). Kōdanshas neun Magazine brachten es in den 1930er Jahren auf einen Anteil von 70 Prozent des gesamten japanischen Magazin-Marktes.
Neben seinen zahlreichen Zeitschriften und Manga ist Kōdansha auch ein bedeutender Budō-Verlag. Noma praktizierte seit seiner Schulzeit Kendō. 1925 baute Noma neben seinem Verlagshaus ein eigenes privates Kendō-Dōjō, das Noma Dōjō.

## Anmerkung
1. ↑  Heute ein Stadtteil von Kiryū.